# Керівники Житомира
Керівники міста Житомира — голови місцевої (виконавчої і партійної) влади в місті Житомирі Житомирської області, які керували містом від заснування до сьогодення.
| Прізвище, ім'я, по-батькові       | Роки             | Посада                                                                               |
| --------------------------------- | ---------------- | ------------------------------------------------------------------------------------ |
| Новицький Флоріан                 | 1800 — 180.      | президент магістрату                                                                 |
| Іванов                            | 1814 — 1815      | президент магістрату                                                                 |
| Саліс                             | 1815 — 1817      | президент магістрату                                                                 |
| Гаттоні Антоній                   | 1825 — 1829      | президент магістрату                                                                 |
| 3ейдлер                           | 1829 — 1829      | президент магістрату                                                                 |
| Мейер                             | 1829 — 1830      | президент магістрату                                                                 |
| Цейдлер Михайло                   | 1838 — 18..      | міський голова                                                                       |
| Хмелевський Максим                | 1844 — 1844      | бургомістр                                                                           |
| Масловський Семен                 | 1844 — 1845      | бургомістр                                                                           |
| Донцов Олексій                    | 1845 — 184.      | бургомістр                                                                           |
| Кашперовський Станіслав           | 184. — 1847      | міський голова                                                                       |
| Цейдлер Михайло                   | 1847 — 1862      | міський голова                                                                       |
| Дорожинський Микола               | 184. — 1849      | бургомістр                                                                           |
| Храмченко Панас                   | 1862 — 1865      | міський голова                                                                       |
| Масловський Юліан                 | 1865 — 1867      | міський голова                                                                       |
| Воронцов Михайло                  | 1867 — 1876      | міський голова                                                                       |
| Ляшков Кипріян                    | 1876 — 1883      | міський голова                                                                       |
| Трулль Оскар Ернестович           | 1883 — 1886      | міський голова                                                                       |
| Жолткевич Іван Михайлович         | 1886 — 1893      | міський голова                                                                       |
| Старосвітський Олександр Петрович | 1895 — 1897      | міський голова                                                                       |
| Давидовський Олександр Дмитрович  | 1898 — 1908      | міський голова                                                                       |
| Доманевський Іван Оскарович       | 1909 — 1915      | міський голова                                                                       |
| Півоцький Антон Францович         | 1917 — 1919      | міський голова                                                                       |
| Вороніцин Іван Петрович           | 1919 — 1920      | міський голова                                                                       |
| Табаков                           | 1924 — 1926      | голова Волинського окружного виконавчого комітету і голова Житомирської міської ради |
| Сумцов М.М.                       | 1926 — 1927      | голова Волинського окружного виконавчого комітету і голова Житомирської міської ради |
| Бега Федот Федотович              | 1927 — 1928      | голова Волинського окружного виконавчого комітету і голова Житомирської міської ради |
| Говор                             | 1928 — 1929      | голова міської ради                                                                  |
| Юрченко Яків Григорович           | 1929 — 1930      | голова міської ради                                                                  |
| Дворжак Карл Матвійович           | 1930 — 1931      | голова міської ради                                                                  |
| Шугля Степан Осипович             | 1930             | 1-й секретар міського комітету КП(б)У                                                |
| Коробкін Федір Тимофійович        | 1931 — 1933      | голова міської ради                                                                  |
| Бочок Михайло Тимофійович         | 1933 — 1933      | голова міської ради                                                                  |
| Вейсбейн Н.                       | 1933 — 1934      | голова міської ради                                                                  |
| Кузнецов Яків Петрович            | 1934 — 1936      | голова міської ради                                                                  |
| Хасін                             | 1936 — 1937      | голова міської ради                                                                  |
| Ачкасов                           | 1937 — 1938      | голова міської ради                                                                  |
| Діденко Максим Авксентійович      | 1938             | 1-й секретар міського комітету КП(б)У                                                |
| Рожанчук Микола Михайлович        | 1938 — 1939      | голова міської ради                                                                  |
| Гречуха Михайло Сергійович        | 1938 — 1939      | 1-й секретар міського комітету КП(б)У                                                |
| Шорніков                          | 1939 — 1939      | голова міської ради                                                                  |
| Сиромятников Михайло Олексійович  | 1939 — 1941      | 1-й секретар міського комітету КП(б)У                                                |
| Житній Володимир Михайлович       | 1939 — 1941      | голова виконкому міської ради депутатів трудящих                                     |
| Орищенко Юрій Андрійович          | 1941             | міський голова (бурґомістр)                                                          |
| Павловський Дмитро Олексійович    | 1941 — 1943      | міський голова (бурґомістр)                                                          |
| Співак Мойсей Семенович           | 1944 — 1949      | 1-й секретар міського комітету КП(б)У                                                |
| Войненко Михайло Дмитрович        | 1944 — 1944      | голова виконкому міської ради депутатів трудящих                                     |
| Соколов Антон Миколайович         | 1944 — 1946      | голова виконкому міської ради депутатів трудящих                                     |
| Кустіков                          | 1946 — 1947      | голова виконкому міської ради депутатів трудящих                                     |
| Мороз Кирило Матвійович           | 1947 — 1948      | голова виконкому міської ради депутатів трудящих                                     |
| Лавреньов Андрій Олексійович      | 1949 — 1950      | голова виконкому міської ради депутатів трудящих                                     |
| Костюченко Сергій Пилипович       | 1949 — 1950      | 1-й секретар міського комітету КП(б)У                                                |
| Білик Кирило Леонтійович          | 1950 — 1951      | 1-й секретар міського комітету КП(б)У                                                |
| Ботнарьов Андрій Михайлович       | 1950 — 1952      | голова виконкому міської ради депутатів трудящих                                     |
| Прилипко І.А.                     | 1951 — 1952      | 1-й секретар міського комітету КП(б)У                                                |
| Удовицький Василь Семенович       | 1952 — 1956      | 1-й секретар міського комітету КПУ                                                   |
| Волков Григорій Йосипович         | 1952 — 1953      | в.о. голови виконкому міської ради депутатів трудящих                                |
| Гриша Олександр Іванович          | 1953 — 1956      | голова виконкому міської ради депутатів трудящих                                     |
| Януліс Віктор Казимирович         | 1956 — 1969      | голова виконкому міської ради депутатів трудящих                                     |
| Казьмерчук Лаврентій Аврамович    | 1956 — 1958      | 1-й секретар міського комітету КПУ                                                   |
| Гаркавенко Георгій Павлович       | 1958 — 1963      | 1-й секретар міського комітету КПУ                                                   |
| Лебедєв Микола Юхимович           | 1963 — 1969      | 1-й секретар міського комітету КПУ                                                   |
| Ткачук Ярослав Федорович          | 1969 — 1978      | голова виконкому міської ради депутатів трудящих                                     |
| Острожинський Валентин Євгенович  | 1969 — 1973      | 1-й секретар міського комітету КПУ                                                   |
| Яковенко Микола Микитович         | 1973 — 1987      | 1-й секретар міського комітету КПУ                                                   |
| Коструба Іван Федорович           | 1978 — 1986      | голова виконкому міської ради народних депутатів                                     |
| Хомчук Леонід Михайлович          | 1986 — 1990      | голова виконкому міської ради народних депутатів                                     |
| Гудюк Володимир Францович         | 1987 — 1990      | 1-й секретар міського комітету КПУ                                                   |
| Журба Микола Григорович           | 1990             | 1-й секретар міського комітету КПУ                                                   |
| Галушко Микола Дмитрович          | 1990 — 1991      | 1-й секретар міського комітету КПУ                                                   |
| Мельничук Віталій Григорович      | 1990 — 1992      | голова міської ради народних депутатів                                               |
| Фесенко Анатолій Іванович         | 1992 — 2002      | голова міської ради народних депутатів, міський голова                               |
| Буравков Георгій Анатолійович     | 2002 — 2006      | міський голова                                                                       |
| Шелудченко Віра Тимофіївна        | 2006 — 2010      | міський голова                                                                       |
| Дебой Володимир Михайлович        | 2010 — 2015      | міський голова                                                                       |
| Сухомлин Сергій Іванович          | з листопада 2015 | міський голова                                                                       |